# 為了我就是我。
《為了我就是我。》（日语：僕が僕であるために。）是葉月抹茶的日本漫畫作品。於《月刊GANGAN JOKER》2015年11月號開始連載，單行本全9卷。此漫畫作品為漫畫家葉月抹茶的第四個作品。在卷末正在連載《一周的朋友》大學生篇。

## 故事簡介
老是顧慮到別人，無法坦然表達自己真正想法的男主角淺倉駿，從小就很喜歡若槻紗奈。並沒有向她表白的男主角，因一些事而轉校了。七年後，駿對於未曾告白就轉學的事非常後悔，所以又回到了紗奈所在的城鎮。想表達真心的駿，下定決心要在這一次對紗奈表白自己的想法。但沒想到，居然有個跟自己長相幾乎一樣的男子，藤崎歩，出現在眼前。駿與歩兩人最不同的地方是，歩能坦率地表達自我，是駿「理想的自己」。
這是一段蘊含著「謊言」的青春物語。

## 登場人物

### 若槻紗奈
女主角。跟駿是青梅竹馬，上高中後與駿再次同班。

### 淺倉駿
帶著眼鏡，從幼稚園就喜歡紗奈，後來搬家一陣子，到高中時又搬回來。

### 藤崎步
跟駿長得幾乎一模一樣，與駿跟紗奈同班。

## 出版書籍
| 卷數 | Square Enix   | Square Enix            | 青文出版社     | 青文出版社                                          |
| 卷數 | 發售日期      | ISBN                   | 發售日期       | EAN                                                 |
| ---- | ------------- | ---------------------- | -------------- | --------------------------------------------------- |
| 1    | 2016年4月22日 | ISBN 978-4-7575-4960-9 | 2017年10月19日 | EAN 471-8016-02458-8 EAN 471-8016-02558-5（限定版） |
| 2    | 2016年8月22日 | ISBN 978-4-7575-5083-4 | 2017年12月20日 | EAN 471-8016-02691-9 EAN 471-8016-02692-6（限定版） |
| 3    | 2017年1月21日 | ISBN 978-4-7575-5224-1 | 2018年3月14日  | EAN 471-8016-02786-2 EAN 471-8016-02787-9（限定版） |
| 4    | 2017年7月22日 | ISBN 978-4-7575-5418-4 | 2018年4月18日  | EAN 471-8016-02880-7                                |
| 5    | 2018年3月22日 | ISBN 978-4-7575-5665-2 |                |                                                     |
| 6    | 2019年4月22日 | ISBN 978-4-7575-5917-2 |                |                                                     |
| 7    | 2019年9月21日 | ISBN 978-4-7575-6310-0 |                |                                                     |